# Robbe & Berking
Die Robbe & Berking Silbermanufaktur seit 1874 GmbH & Co. KG in Flensburg ist ein deutscher Hersteller von Bestecken aus Sterlingsilber und in versilberter Ausführung sowie von Tafelgeräten aus echtem Silber.

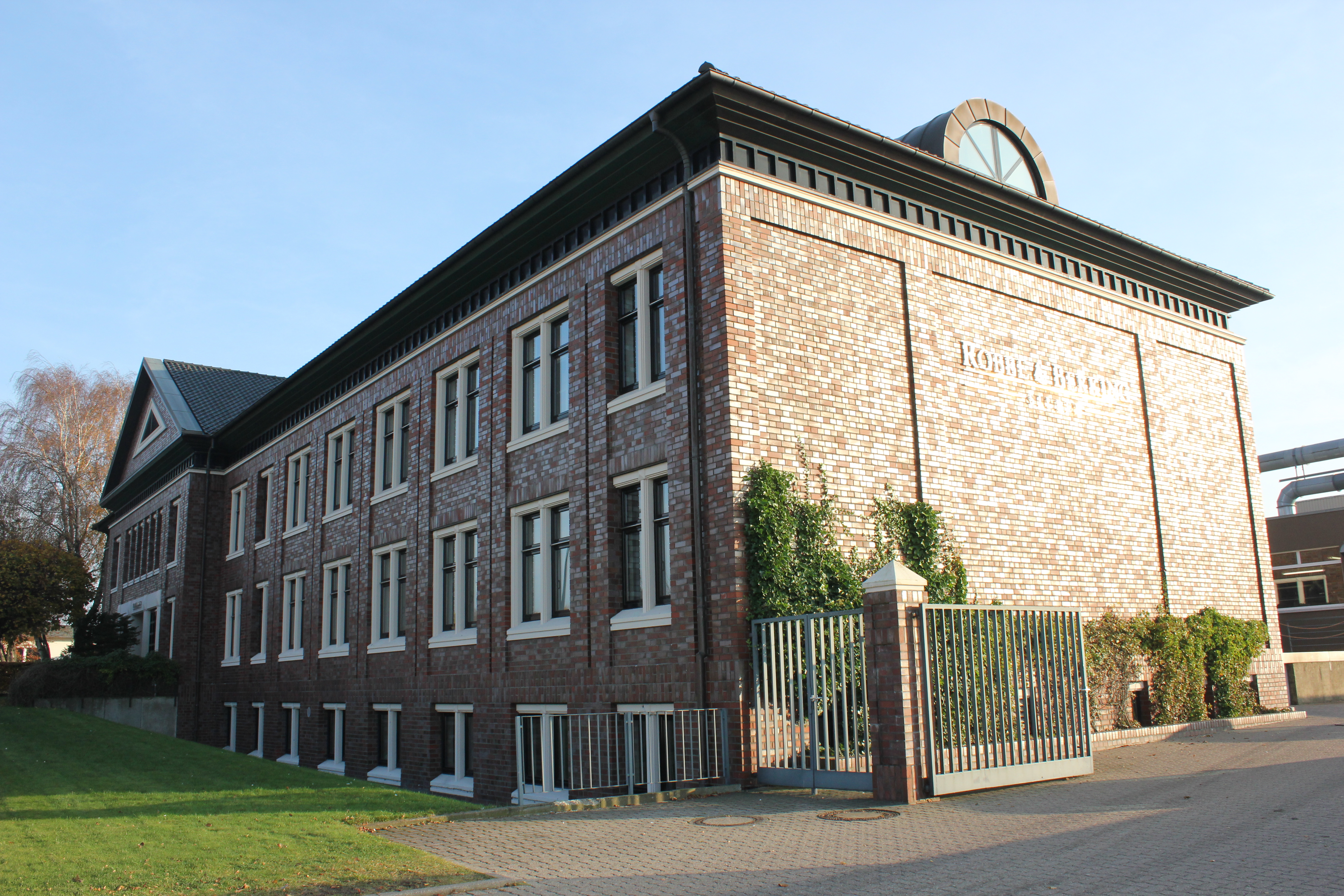
Das Unternehmensgelände

## Unternehmen
Die Silbermanufaktur geht auf das Jahr 1874 zurück. Die Erzeugerpunze der Manufaktur ist R&B bzw. neuerdings Robbe & Berking. Das Unternehmen beschäftigt ca. 150 Mitarbeiter und verarbeitet etwa 20 Tonnen Silber im Jahr. Robbe & Berking gehört heute zu den erfolgreichsten Luxusmarken Deutschlands.
Robbe & Berking betreibt aktuell elf eigene Ladengeschäfte in Berlin, Bremen, Düsseldorf, Flensburg, Frankfurt, Hamburg, Hannover, Kiel, München, Nürnberg und Wien.
Neben den Kollektionen der Silbermanufaktur werden hier Barren und Münzen aus Gold und Silber ver- und angekauft. Das Sortiment in Edelmetallsegment ist auf bekannte, gängige und fungible Edelmetallprodukte fokussiert.
Robbe & Berking engagiert sich als Sponsor bei Segelregatten für klassische Yachten und hat die Regattaserie Robbe & Berking Sterling Cup auf der Flensburger Förde ins Leben gerufen. Die Erfahrungen bei der Restaurierung der 12mR-Yacht Sphinx und die dabei genutzte Ausrüstung inspirierte die Firmenleitung im Sommer 2008 zur Gründung einer eigenen Bootswerft Robbe & Berking Classics GmbH & Co.KG in Flensburg.

## Geschichte

### Gründung 1874
Die Silbermanufaktur wurde im Jahre 1874 durch den damals arbeitslosen Gold- und Silberschmied Nicolaus Christoph Robbe (* 1843, † 1916) gegründet. Zusammen mit seiner Frau Luise lebte er von Auftragsarbeiten für Juweliere aus dem Flensburger Raum. In der Werkstatt Angelburger Straße reparierten sie Schmuck und machten Gravuren.

### Entwicklung 1897 bis 1925
Der gelernte Silberschmiedemeister Robert Berking (* 1872, † 1908) aus Braunschweig verliebte sich in die Tochter des Geschäftsinhabers, heiratete diese und beteiligte sich 1897 mit seinem Erbe in Höhe von 3.000 Mark zu 50 Prozent am Unternehmen.
Mit der Beschäftigung von Besteckschmieden begann ein starkes Wachstum und Berking prägte die bis heute gültige Unternehmensphilosophie: „Andere mögen es billiger machen, aber keiner darf es besser machen als wir.“
1907 beschäftigte die Manufaktur zwölf Gesellen in der Werkstatt.
1908 zog das Unternehmen in ein eigenes Haus in der Flensburger Sophienstraße.
Noch im selben Jahr starb Robert Berking mit 35 Jahren bei einem Badeunfall in der Flensburger Förde, woraufhin Henriette Berking, unterstützt von ihrem Vater Nicolaus Christoph Robbe und ihrem Bruder Arnold Robbe, das Geschäft übernahm.

### Entwicklung 1925 bis 1958
1925 übernahm der älteste Sohn Theodor Berking (* 1899, † 1964), ein ausgebildeter Silberschmied, die Geschäftsleitung. In den folgenden 40 Jahren entwickelt sich das Unternehmen zu einer hochangesehenen Silbermanufaktur mit etwa 100 Mitarbeitern. Die Manufaktur firmierte unter „Nordische Silberwarenfabrik“ und verkaufte Bestecke an Juweliere. Theodor Berking entwarf das Besteckmuster „Art Deco“. Im Juni 1943 musste die Schmiede auf Anordnung der NS-Behörden „zur Freimachung von Arbeitskräften für den kriegswichtigen Einsatz“ schließen. Das Unternehmen hielt sich mit der Herstellung von Heeresabzeichen und Verdienstkreuzen über Wasser. Nach Ende des Krieges erlaubten die britischen Besatzer dem Unternehmen wieder zu produzieren. Auf Grund der mangelnden Rohstoffe wurden zunächst nur Aschenbecher und Pfeifenhalter aus Aluminiumresten hergestellt. In den Nachkriegsjahren stieg die Zahl der Mitarbeiter wieder, so dass das Unternehmen 1956 in ein größeres Fabrikgebäude in der Straße Zur Bleiche zog. Das Geschäft hat hier bis heute seinen Hauptsitz.

### Entwicklung 1958 bis 1985
1958 übernahm Robert Berking (1931–2022) die Geschäftsführung von seinem Vater. In 40 Jahren unter seiner Leitung wandelte sich das eher regional agierende Unternehmen zu Europas größtem Hersteller silberner Bestecke.
Berking entwarf einige erfolgreiche Besteckmodelle. Unter anderem Alt-Kopenhagen, Arcade, Art Deco, Avenue, Belvedere, Classic-Faden, Dante, Eclipse, Martelé und Navette.
Neben der Fertigung von Bestecken wurde eine eigene handwerkliche Fertigung für die Herstellung von Tafelgeräten und Geschenkartikeln aufgebaut.

### Ab 1985
1985 stieg Oliver Berking (* 1962) im Familienunternehmen ein und übernahm 12 Jahre später die Leitung. Entgegen dem Trend, handarbeitsintensive Arbeiten in Länder mit einem niedrigeren Lohnniveau zu verlagern, entstehen bis heute alle silbernen und versilberten Arbeiten in den Flensburger Werkstätten.
2009 stieg Robbe & Berking in den Edelmetallhandel ein und eröffnete somit ein weiteres Geschäftsfeld.

## Besteckkollektionen

### Silberne und versilberte Bestecke

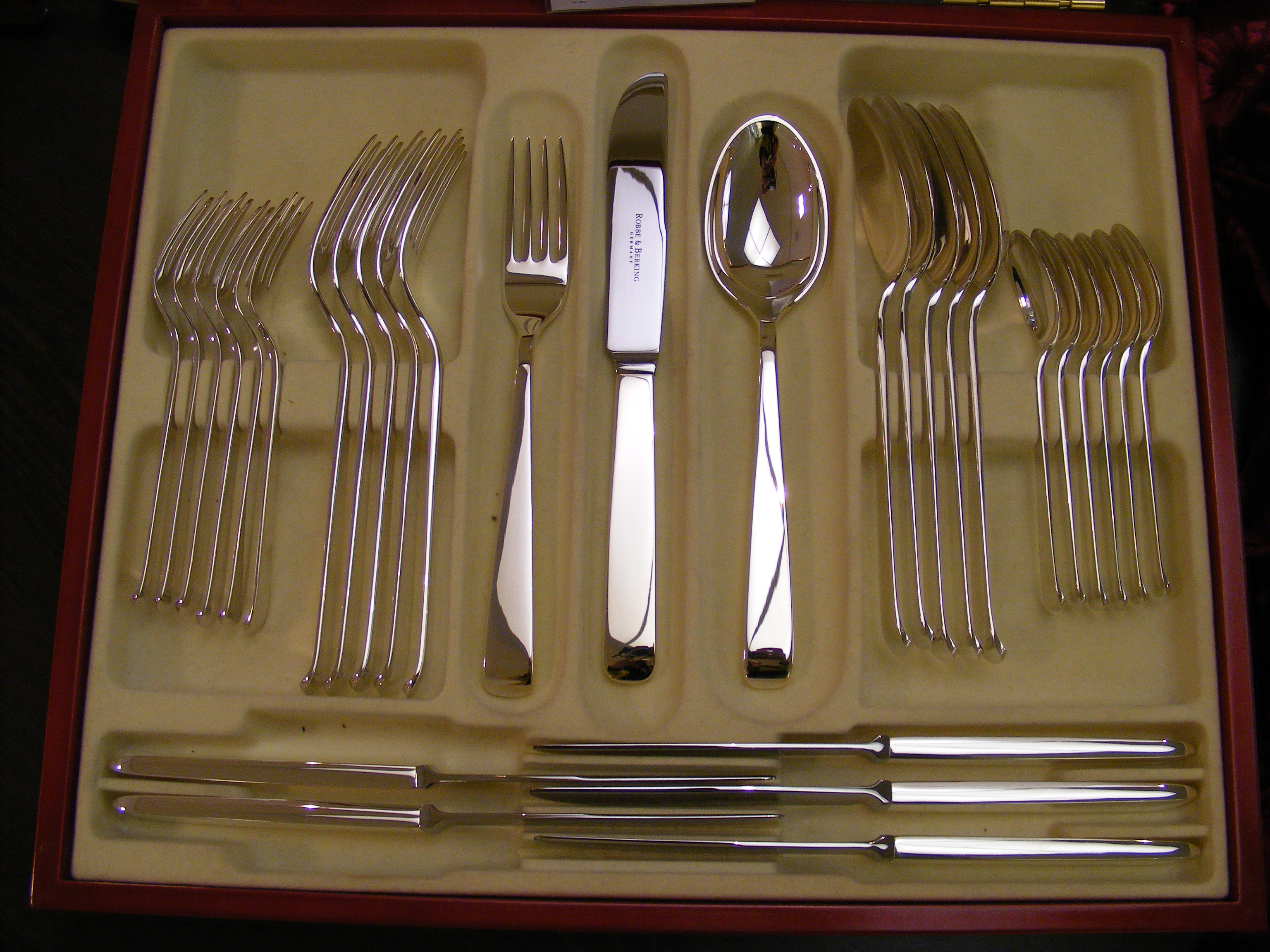
Robbe & Berking Alta

- 12"
- Alta
- Alt-Chippendale
- Alt-Faden
- Alt-Kopenhagen
- Alt-Spaten
- Arcade
- Art Deco
- Avenue
- Belvedere
- Classic-Faden
- Dante
- Eclipse
- Französisch-Perl
- Gio
- Martelé
- Metropolitan
- Hermitage
- Navette
- Ostfriesen
- Riva
- Rosenmuster
- Spaten
- Sphinx
- Viva

### Edelstahlbestecke
- Atlantic-Brillant
- Atlantic
- Baltic
- Como
- Jardin
- Lago
- Ostfriesen
- Pax
- Scandia
- Topos
- York

## Robbe & Berking Familie

### Robbe & Berking Classics
2008 gründet Oliver Berking die Yachtwerft Robbe & Berking Classics, die ausschließlich Holzyachten baut und restauriert.

### Baum & König
Zusammen mit dem Schwesterunternehmen Baum & König ist die Yachtwerft auch als Yachtmakler tätig.

### Goose
Seit 2011 wird das Lifestylemagazin Goose verlegt.

### Yachting Heritage Centre
Das privat finanzierte Museum „Yachting Heritage Centre“ wurde 2016 eröffnet. Mäzen ist Oliver Berking.